# Play (canción)
«Play» es una canción de la cantante estadounidense Jennifer Lopez publicada el 20 de marzo de 2001 como segundo sencillo de su álbum J.Lo. La cantante Christina Milian coescribió el tema para Lopez antes de hacerse conocida en la industria musical por sí misma. Milian también colaboró con su voz para los coros de la canción. Aunque esto nunca se ha confirmado o negado, Milian fue mencionada como corista en la carátula del álbum.
El sencillo fue un éxito de Lopez en Estados Unidos, posicionándose en el lugar dieciocho de la lista Billboard Hot 100 y en el dos de la lista Dance/Club Play Songs. En el año 2004, el grupo surcoreano Baby V.O.X. versionó «Play» en idiomas coreano e inglés para su último disco, Ride west, incluyendo la voz de la versión original de Christina Milian, aunque ni ella ni Lopez participaron en el video musical que acompañó a la nueva canción.

## Video musical
El video, dirigido por Francis Lawrence, muestra a Lopez viajando en una futurista aeronave. Al comenzar la pieza se ve a Lopez abordando el avión mientras llama la atención del resto de los pasajeros. Ya en el avión, Lopez se relaja con un par de auriculares. Diversas tomas del exterior de la nave se intercalan en esta escena. Lo siguiente ocurre —presumiblemente— en otro nivel del avión. Aquí se ve a Lopez junto a unas mamparas correderas con un atuendo y un peinado completamente diferentes. Las puertas se abren y Lopez ingresa a una discoteca llena de gente divirtiéndose. Esta escena intercala unas tomas de Lopez bailando sobre una plataforma y otras de Lopez en salones de luz amarilla y azul. La escena final muestra al avión volando hacia el horizonte. A excepción de los actores, el video está hecho completamente con imágenes generadas por computadora. El proceso de posproducción tomó seis semanas.

## Formatos
| - Australia CD1 1. "Play" (radio edit) – 3:18 2. "Play" (Full Intention mix – radio version) – 3:18 3. "Play" (Artful Dodger] mix – main mix radio) – 4:35 4. "Play" (Thunderpuss club mix) – 8:20 5. "Love Don't Cost a Thing" (Main Rap 1 featuring Puffy) – 3:35 - Australia CD2 – "The Remixes" 1. "Play" (Ruidasilva mix) – 7:19 2. "Play" (Full Intention mix) – 7:19 3. "Play" (Artful Dodger mix) – 4:35 4. "Love Don't Cost a Thing" (HQ2 club mix) – 10:56 5. "Love Don't Cost a Thing" (Full Intention club mix) – 7:15 - Reino Unido sencillo en CD 1. "Play" – 3:31 2. "Play" (Full Intention mix) – 6:31 3. "Love Don't Cost a Thing" (Main Rap 1 featuring Puffy) – 3:36 4. "Play" (video) | - Reino Unido sencillo en cassette 1. "Play" – 3:31 2. "Play" (Full Intention radio mix) – 3:16 3. "Love Don't Cost a Thing" (Main Rap 1 featuring Puffy) – 3:36 - Reino Unido 12-inch sencillo 1. "Play" (Full Intention mix) – 6:31 2. "Play" (Artful Dodger mix) – 4:35 3. "Play" (The Genie remix) – 7:16 - Europa sencillo en CD 1. "Play" (radio edit) – 3:18 2. "Play" (Full Intention mix – radio version) – 3:18 - Europa maxi-sencillo en CD 1. "Play" (radio edit) – 3:18 2. "Play" (Full Intention mix – radio version) – 3:18 3. "Play" (The Genie remix) – 7:16 4. "Play" (Artful Dodger mix – main mix radio) – 3:51 5. "Love Don't Cost a Thing" (Main Rap 1 featuring Puffy) – 3:35 |

## Créditos y personal
Los créditos están adaptados de las notas de J.Lo
| - Bag & Arnthor Birgisson – producción y producción vocal - Christina Milian – compositora, coros - Jennifer López - voz principal - Paul Pesco – guitarra | - Robert Williams – ingeniero de grabación vocal - David Swope – asistente de ingeniero de audio, asistente de mezcla - Tony Maserati – mezcla - Ronald Martinez – asistente de mezcla |